# Johann Hermann Julius Maekel

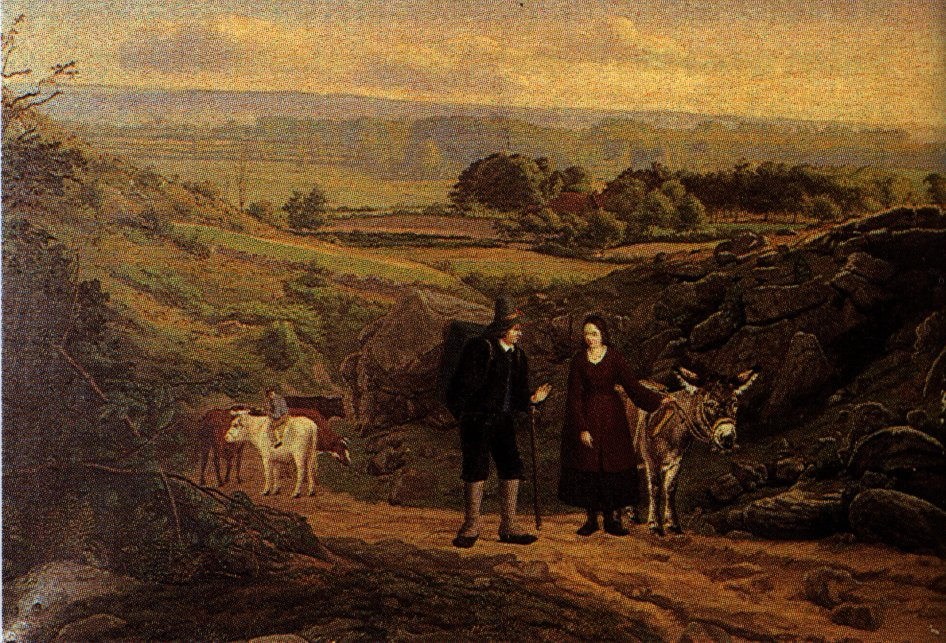
Julius Maekel: Flucht nach Ägypten, (1852)

Johann Hermann Julius Maekel (* 13. Dezember 1826 in Schüttorf; † 5. Juli 1910 ebenda) war ein deutscher Porträt- und Landschaftsmaler.

## Leben
Johann Hermann Julius Maekel, genannt Julius Maekel, wurde am 13. Dezember 1826 als Sohn des Apothekers Joseph Maekel und seiner Frau Josepha geb. Wilken als drittes von vier Kindern geboren. Die Familie stammte aus Dinklage bei Vechta. Julius Maekel hatte keinen bürgerlichen Beruf erlernt, sondern betätigte sich als Porträt- und Landschaftsmaler. Ob er jemals ein künstlerisches oder akademisches Studium absolviert hat, ist unbekannt. Er soll sich aber einige Zeit in Amsterdam aufgehalten haben.
Alle seine Gemälde stammen aus der relativ kurzen Periode zwischen 1847 und 1853, danach erkrankte Maekel im Alter von 27 Jahren an einer Nervenkrankheit. Sein künstlerischer Nachlass befindet sich bis auf wenige Ausnahmen in Privatbesitz seiner Nachkommen.
Besonders sind zwei Porträts seiner Eltern im Biedermeier-Stil aus dem Jahr 1849 herauszuheben, ein ebenfalls berühmtes Porträt mit der Bezeichnung J. Maekel à Amsterdam ist im Emslandmuseum in Lingen ausgestellt. Er schuf jedoch auch viele Bilder der Gegend um Schüttorf und Bad Bentheim. Sein größtes Werk ist mit Flucht nach Ägypten betitelt und zeigt die Flucht von Maria und Joseph nach Ägypten in einer Landschaft um Bentheim.

## Weblink
| Personendaten    | Personendaten                           |
| ---------------- | --------------------------------------- |
| NAME             | Maekel, Johann Hermann Julius           |
| KURZBESCHREIBUNG | deutscher Porträt- und Landschaftsmaler |
| GEBURTSDATUM     | 13. Dezember 1826                       |
| GEBURTSORT       | Schüttorf                               |
| STERBEDATUM      | 5. Juli 1910                            |
| STERBEORT        | Schüttorf                               |